# إد غزال إد شعود (سيدي حساين أو علي)
إد غزال إد شعود هي إحدى مشيخات المملكة المغربية، تتبع جغرافيا لإقليم سيدي إفني وإداريًا لسيدي حساين أو علي. يقدر عدد سكانها بـ 2823 نسمة حسب الإحصاء الرسمي للسكان والسكنى لسنة 2004.